# Камешница (Вологодская область)
Камешница — деревня в Шекснинском районе Вологодской области.
Входит в состав сельского поселения Раменского, с точки зрения административно-территориального деления — в Раменский сельсовет.
Расстояние по автодороге до районного центра Шексны — 48 км, до центра муниципального образования Раменья — 3 км. Ближайшие населённые пункты — Ново, Филяково, Турцево.
По переписи 2002 года население — 8 человек.